# Anton Dolinar (skladatelj)
Anton Dolinar, slovenski rimskokatoliški duhovnik, nabožni pesnik, pisec cerkvenoglasbenih člankov, skladatelj in prevajalec, * 11. januar 1847, Lučine, † 5. november 1930, Mekinje.

## Življenje in delo
Služboval je v več krajih na Gorenjskem. Pisal je nabožne pesmi in nekatere tudi uglasbil.
Pomembnejša dela:
- Najimenitnejše cerkvene določbe o katoliški cerkveni glasbi (prevajalec), 1887 (COBISS).
- Otroške igrice 1, 1931 (COBISS).
- Otroške igrice 7, 1937 (COBISS).
- Venček slov. narodnih (priredil dr. Ant. Dolinar). Ljubljana: samozal., 1930.